# George Wendt

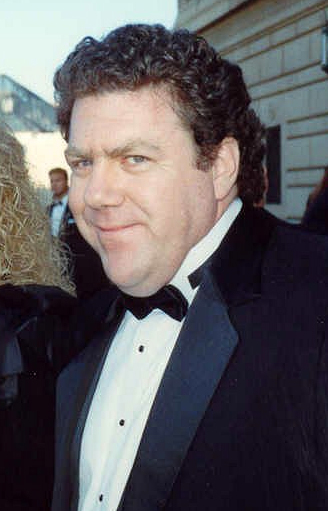
George Wendt bei der Emmy-Verleihung (1989)

George Robert Wendt (* 17. Oktober 1948 in Chicago; † 20. Mai 2025 in Los Angeles) war ein US-amerikanischer Schauspieler. Einem breiten Publikum wurde er insbesondere in seiner Rolle des Bier trinkenden Dauergasts Norm in der US-Fernsehserie Cheers bekannt.

## Leben

### Frühes Leben
Wendt machte seinen Schulabschluss an der jesuitischen Campion High School in Prairie du Chien, Wisconsin. Später erwarb er einen Studienabschluss in Wirtschaft an der Rockhurst University in Kansas City. Statt in die Wirtschaft zu gehen, schlug er aber eine Laufbahn als Schauspieler ein und war in den 1970er-Jahren zunächst Mitglied von The Second City, einer bekannten Chicagoer Improvisationsgruppe.
Sein Filmdebüt gab er 1978 in einer sehr kleinen, im Abspann nicht erwähnten Rolle als Caterer in Robert Altmans Eine Hochzeit. In den folgenden Jahren konnte er sich vor allem als Gastdarsteller in verschiedenen Serien bekannt machen. So spielte er beispielsweise 1982 in der Fernsehserie M*A*S*H einen Soldaten, der sich eine Billardkugel in den Mund steckte, diese aber nur mit ärztlicher Hilfe wieder herausbekam.

### Rolle inCheers
Seine wahrscheinlich bekannteste Rolle, die ihm zugleich den Durchbruch brachte, spielte Wendt in der Fernsehserie Cheers (1982–1993), einer der erfolgreichsten amerikanischen Sitcoms dieser Zeit. Er verkörperte dabei den an der Theke sitzenden und Bier trinkenden Dauergast Norm Peterson. Er war neben Ted Danson und Rhea Perlman der einzige Schauspieler, der in allen 269 Episoden von Cheers auftauchte. Für seine Rolle in Cheers war Wendt sechsmal für den Emmy nominiert.
Wendt war zudem der einzige Darsteller, der dieselbe Figur – Norm Peterson – in sieben verschiedenen Fernsehserien spielte. Außer in Cheers spielte er diese Figur bei Gastauftritten in folgenden Serien:
- 1985: Chefarzt Dr. Westphall (St. Elsewhere, Folge: Cheers)
- 1987: The Tortellis (Folge: Frankie Comes to Dinner)
- 1990: Überflieger (Wings, Folge: The Story of Joe)
- 1994: Die Simpsons (als Comicfigur und mit seiner Stimme in der Zeichentrickserie, Folge: Fear of Flying)
- 2002: Frasier (Spin-Off von Cheers, Folge: Cheerful Goodbyes/Cheers zum Abschied)
- 2007: Family Guy (Folge: Road to Rupert)

1992 trat er in einer Folge der Sitcom Seinfeld auf, in der er sich selbst spielte und mit George Costanza über Cheers sprach. Als weitere Hommage an Cheers spielte er 2011 in einer Folge von Hot in Cleveland den Amischen Joder, der, als er die Amischbar betritt, von allen Anwesenden mit einem „Hallo Joda“ begrüßt wird. Der Barkeeper dieser Bar erinnert an Woody Harrelson, der den Barkeeper des Cheers spielte.

### Weitere Rollen
Bereits während der Laufzeit von Cheers übernahm Wendt auch verschiedene Filmrollen, so 1984 in dem Highschool-Film Eine starke Nummer, 1985 in den Komödien Fletch – Der Troublemaker (als Drogendealer Sam) und House – Das Horrorhaus, oder 1992 in dem Fanatasydrama Forever Young neben Mel Gibson. In einer Verfilmung von Alice im Wunderland mimte er 1999 zusammen mit Robbie Coltrane das Zwillingspaar Tweedledee und Tweedledum. In Michael Jacksons Musikvideo Black or White von 1991 agierte Wendt als Vater von Macaulay Culkin.
Auch im Fernsehen kam Wendt nach dem Ende von Cheers zu weiteren Rollen. In einer Folge der Krimireihe Columbo stellte er 1995 einen Pferdezüchter dar, der seinen Bruder erschießt, weil dieser ihn immer wieder in Schwierigkeiten bringt. Anfang der 2000er-Jahre hatte er in der Serie Sabrina – Total Verhext! in sechs Folgen eine wiederkehrende Nebenrolle. In der Folge Tag der liebenden Herzen der Serie Becker spielte er 2002 einen Barkeeper in einer Bahnhofsbar. Insgesamt umfasst Wendts filmisches Schaffen mehr als 170 Film- und Fernsehproduktionen zwischen 1978 und 2024.
Wendt war auch als Theaterschauspieler aktiv. In den späten 1990er-Jahren war er am Londoner Wyndham’s Theatre in Yasmina Rezas Bühnenstück Art zu sehen. 2012 spielte er den Dekan in der Musicalversion von Stuart Gordons Kultfilm Re-Animator. Im März 2023 nahm Wendt als Moose an der neunten Staffel der US-amerikanischen Version von The Masked Singer teil, in der er den elften Platz erreichte.

### Privates und Tod
Der Schauspieler Jason Sudeikis ist sein Neffe.
Wendt starb am 20. Mai 2025 im Alter von 76 Jahren in seinem Haus in Los Angeles. Wendt hinterließ seine Frau, die er während der Zeit bei The Second City kennenlernte und mit der er seit 1978 verheiratet war, sowie die drei gemeinsamen Kinder.

## Filmografie (Auswahl)
- 1978: Eine Hochzeit (A Wedding)
- 1980: Bronco Billy
- 1980: Die Schulhofratten von Chicago (My Bodyguard)
- 1980: Ein tödlicher Traum (Somewhere in Time)
- 1981: Hart aber herzlich (Hart to Hart, Fernsehserie, Folge 2x09 Rotkäppchen und der böse Colt)
- 1981: Taxi (Fernsehserie, Folge 3x20)
- 1982: Jekyll und Hyde – Die schärfste Verwandlung aller Zeiten (Jekyll and Hyde… Together Again)
- 1982: M*A*S*H (Fernsehserie, Folge 11x02)
- 1982: Die unglaubliche Reise in einem verrückten Raumschiff (Airplane II: The Sequel)
- 1982–1993: Cheers (Fernsehserie, 269 Folgen)
- 1984: Dreamscape – Höllische Träume (Dreamscape)
- 1984: Nachts werden Träume wahr (Thief of Hearts)
- 1984: Eine starke Nummer (No Small Affair)
- 1984: T.V. – Total verrückt (The Ratings Game, Fernsehfilm)
- 1985: Chefarzt Dr. Westphall (St. Elsewhere, Fernsehserie, Folge 3x24)
- 1985: Fletch – Der Troublemaker (Fletch)
- 1985: House – Das Horrorhaus (House)
- 1986: Gung Ho
- 1987: The Tortellis (Fernsehserie, Folge 1x03)
- 1988: Plain Clothes – Mord an der Highschool (Plain Clothes)
- 1988: Stirb niemals allein (Never Say Die)
- 1990: Ärger mit Eduard (Masters of Menace)
- 1990: Überflieger (Wings, Fernsehserie, Folge 2x02)
- 1991: Schuldig bei Verdacht (Guilty by Suspicion)
- 1991: Geschichten aus der Gruft (Tales from the Crypt, Fernsehserie, Folge 3x07)
- 1991: Michael Jackson: Black or White (Musikvideo)
- 1991–2003: Saturday Night Live (Fernsehserie, 8 Folgen)
- 1992: Forever Young
- 1992: Seinfeld (Fernsehserie, Folge 4x01)
- 1994: Lieber Alaska als diese Frau (Hostage for a Day, Fernsehfilm)
- 1994: Die kleinen Superstrolche (The Little Rascals)
- 1994: Die Simpsons (The Simpsons, Fernsehserie, Folge 6x11, Stimme)
- 1995: (K)ein Vater gesucht (Man of the House)
- 1995: Columbo: Seltsame Bettgenossen (Strange Bedfellows, Fernsehreihe)
- 1996: Chaos City (Spin City, Fernsehserie, Folge 1x03)
- 1996: Welcome to Planet Earth (Fernsehfilm)
- 1996: Space Truckers
- 1997: The Naked Truth (Fernsehserie, 13 Folgen)
- 1997: Der falsche Weg zum Glück (The Price of Heaven, Fernsehfilm)
- 1997: Spiceworld – Der Film (Spice World)
- 1998: Dennis – Widerstand zwecklos (Dennis the Menace Strikes Again)
- 1999: Alice im Wunderland (Alice in Wonderland, Fernsehfilm)
- 2000: Der Prinz und der Bettelhund (The Pooch and the Pauper, Fernsehfilm)
- 2000: Wild About Harry
- 2001–2002: Sabrina – Total Verhext! (Sabrina, the Teenage Witch, Fernsehserie, 6 Folgen)
- 2002: Becker (Fernsehserie, Folge 4x14)
- 2002: Frasier (Fernsehserie, Folge 9x21)
- 2005: The Life Coach
- 2006: Modern Men (Fernsehserie, 7 Folgen)
- 2006: Masters of Horror (Fernsehserie, Folge 2x02)
- 2006: Santa Baby (Fernsehfilm)
- 2007, 2009: Family Guy (Fernsehserie, Stimme, 2 Folgen)
- 2008: Clean Break – Die schmutzige Wahrheit (Clean Break)
- 2009: Santa Buddies – Auf der Suche nach Santa Pfote (Santa Buddies)
- 2010: Ghost Whisperer – Stimmen aus dem Jenseits (Ghost Whisperer, Fernsehserie, Folge 5x22)
- 2011: Hot in Cleveland (Fernsehserie, Folge 2x11)
- 2012: Wer ist mein Mann? (The Seven Year Hitch, Fernsehfilm)
- 2012: Karate-Chaoten (Kickin’ It, Fernsehserie, Folge 2x22)
- 2013: Portlandia (Fernsehserie, Folge 3x06)
- 2014: Franklin & Bash (Fernsehserie, Folge 4x07)
- 2015: Clipped (Fernsehserie, 10 Folgen)
- 2017: Sandy Wexler
- 2018: Fresh Off the Boat (Fernsehserie, Folge 5x03)
- 2018–2022: Fancy Nancy (Fernsehserie, 11 Folgen)
- 2019: Your Pretty Face Is Going to Hell (Fernsehserie, Folge 4x02)
- 2019: The Climb
- 2019: VFW – Veterans of Foreign Wars (VFW)
- 2019: Aliens, Clowns & Geeks
- 2019: Die Goldbergs (The Goldbergs, Fernsehserie, Folge 7x08)
- 2022: Weihnachten bei den Campbells (Christmas with the Campbells)
- 2023: The Masked Singer (Fernsehshow, Teilnehmer Staffel 9, 11. Platz)
- 2024: Love’s Second Act (Fernsehfilm)